# Amilcar CGS-3
Amilcar CGS-3 var en tresitsig sportbil från franska biltillverkaren Amilcar som tillverkades mellan 1923 och 1925.